# Bécassine impériale
Gallinago imperialis
Espèce
Statut de conservation UICN

 NT  : Quasi menacé
La Bécassine impériale (Gallinago imperialis) est une espèce d’oiseaux appartenant à la famille des Scolopacidae.
Cet oiseau fréquente notamment le paramo, la forêt naine, les zones marécageuses, de sphaigne et des genres Blechnum, Espeletia, Chusquea.